# Svizzera ai Giochi della I Olimpiade
La Svizzera partecipò alle I Olimpiadi moderne, svoltesi dal 6 al 15 aprile 1896 ad Atene. Vinse una medaglia d'oro nella ginnastica ritmica sul cavallo con Louis Zutter, piazzandosi seconda in altre due specialità, per un totale di tre medaglie. Partecipò in totale a 5 eventi, di due diverse discipline.

## Medaglie
| Medaglia | Atleta       | Sport      | Specialità |
| -------- | ------------ | ---------- | ---------- |
| Oro      | Louis Zutter | Ginnastica | Cavallo    |
| Argento  | Louis Zutter | Ginnastica | Volteggio  |
| Argento  | Louis Zutter | Ginnastica | Parallele  |

## Risultati

### Ginnastica
| Atleta           | Evento    | Finale      | Finale      |
| Atleta           | Evento    | Punteggio   | Classifica  |
| ---------------- | --------- | ----------- | ----------- |
| Louis Zutter     | Cavallo   | Sconosciuto |             |
| Charles Champaud | Cavallo   | Sconosciuto | Sconosciuto |
| Louis Zutter     | Parallele | Sconosciuto |             |
| Charles Champaud | Parallele | Sconosciuto | Sconosciuto |
| Louis Zutter     | Volteggio | Sconosciuto |             |
| Charles Champaud | Volteggio | Sconosciuto | Sconosciuto |
| Louis Zutter     | Trave     | Sconosciuto | Sconosciuto |

### Tiro a segno
| Atleta         | Evento            | Finale    | Finale     |
| Atleta         | Evento            | Punteggio | Classifica |
| -------------- | ----------------- | --------- | ---------- |
| Albert Baumann | Carabina militare | 1294      | 8°         |